# Kaphamerhaai
De kaphamerhaai (Sphyrna tiburo) is een vis uit de familie van de hamerhaaien (Sphyrnidae) en de orde van de roofhaaien (Carcharhiniformes), die voorkomt in de Grote en Atlantische Oceaan. De soort wordt sinds 2018 officieel aangeduid als omnivoor, omdat de kaphamerhaaien ook op zeegras kunnen overleven.

## Beschrijving
De kaphamerhaai kan een lengte bereiken van 150 centimeter. Het lichaam heeft een langgerekte vorm.

## Leefwijze
De kaphamerhaai is een zout- en brakwatervis die voorkomt in subtropisch water. De diepte waarop de soort voorkomt is 10 tot 80 centimeter onder het wateroppervlak.
De soort is een roofvis en ze eet hoofdzakelijk dierlijk voedsel (macrofauna). Echter, tot 50% van de maaginhoud bij onderzochte haaien bestaat uit zeegras.

## Relatie tot de mens

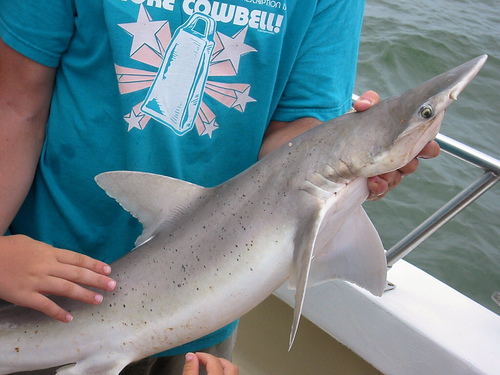
gevangen exemplaar

De kaphamerhaai is voor de visserij van aanzienlijk commercieel belang. Bovendien wordt er op de vis gejaagd in de hengelsport.